# Лютий 2005

## 3 лютого
- Розгляд кандидатури Юлії Тимошенко у Верховній Раді перенесено з 3 на 4 лютого. Припускається, що це пов'язано з відсутністю згоди Олександра Мороза. На 18:00 у Секретаріаті Президента відбувалася нарада, на який можливо були присутні: Віктор Ющенко, Юлія Тимошенко, Олександр Мороз, Петро Порошенко. Ймовірний камінь спотикання — керівники силових органів. Засідання Верховної Ради відкриється о 10 годині 4 лютого.

## 4 лютого
- Народні депутати Верховної Ради схвалили програму дій нового уряду України, яка носить назву «Назустріч людям» і розрахована на 5 років. «За» проголосувало 357 депутатів. Тільки фракція комуністів не дала жодного голосу «За». Схвалення програми уряду унеможливлює відставку уряду рішенням Верховної Ради протягом одного року.
- Юлію Тимошенко призначено прем'єр-міністром України. За її призначення у Верховній Раді проголосувало 373 депутатів. Це найбільший показник за всі роки Незалежності України. Після призначення Юлія Володимирівна проголосила імена членів нового Кабінету Міністрів. Крім того, Президент підписав укази про призначення нових голів обласних держадміністрацій, мерів Києва і Севастополя та голови СБУ (їм став член фракції «Блок Юлії Тимошенко» — Турчинов Олександр Валентинович).

## 5 лютого
- Юлія Тимошенко заявила про початок повернення «Криворіжсталі» до державної власності. Це викликано тим, що приватизація найбільшого металургійного підприємства країни відбувалася з великими порушеннями. За словами прем'єр-міністра всі незаконні укази КабМіну, які стосуються приватизації «Криворіжсталі», вже скасовані.
- У суботу відбулося перше засідання нового Кабінету Міністрів України при головуванні Юлії Тимошенко. На цьому засіданні старі урядовці передали справи новим членам КабМіну. Також вирішувались інші питання.

## 15 лютого
- Оприлюднений указ Президента України «Питання Секретаріату Президента України». До указу додаються «Структура Секретаріату» і «Положення про Секретаріат». Єдине що можна сказати про Секретаріат — це майже повна копія Адміністрації Президента України. Відрізняються назви і декілька служб в структурі. Порівнюючи з Адміністрацією Секретаріат втратив 4 служби, але набув 5 нових. Кількість заступників і перших заступників Державного секретаря також не регулюється оприлюдненим указом. Слід зробити увагу, що указ був підписаний ще 27 січня, через 3 дні після інавгурації Ющенка, а оприлюднений лише 15 лютого.

## 16 лютого
- Набрав чинності Кіотський протокол

## 20 лютого
- Іспанський референдум щодо Конституції Європейського Союзу.

## 22 лютого
- Саміт НАТО 2005 у Брюсселі.

## 26 лютого
- Кабінет Міністрів України подав до Верховної Ради законопроєкт про скорочення строку служби в армії до 12 місяців.
- Кабмін скасував положення, що стосується ескортів багатьох держслужбовців. Відтепер ескорти надаються тільки: Президенту України, Прем'єр-міністру та спікеру парламенту.
- Кабмін скасував постанову про надання пільг екс-президенту України Леоніду Кучмі. Міністерство юстиції зробило висновок, що ця постанова суперечить діючому законодавству і кабмін не має повноважень на видання таких постанов. Сумнозвісна постанова N15-р про надання пільг Кучмі була підписана в.о. Прем'єр-міністра України Миколою Азаровим.
- 30-та церемонія вручення нагород премії «Сезар».